# Fontenailles (Seine-et-Marne)
Fontenailles ist eine französische Gemeinde mit 1.090 Einwohnern (Stand 1. Januar 2022) im Département Seine-et-Marne in der Region Île-de-France. Das Gemeindegebiet wird vom Fluss Almont durchquert. Der Ort in der Brie ist über die Landstraße D67 zu erreichen.

## Sehenswürdigkeiten
- Kirche Saint-Fiacre, erbaut 1860/61
- Château de Bois-Boudran, Schloss aus dem 17./18. Jahrhundert (um 1900 Landsitz der Gräfin Élisabeth Greffulhe)

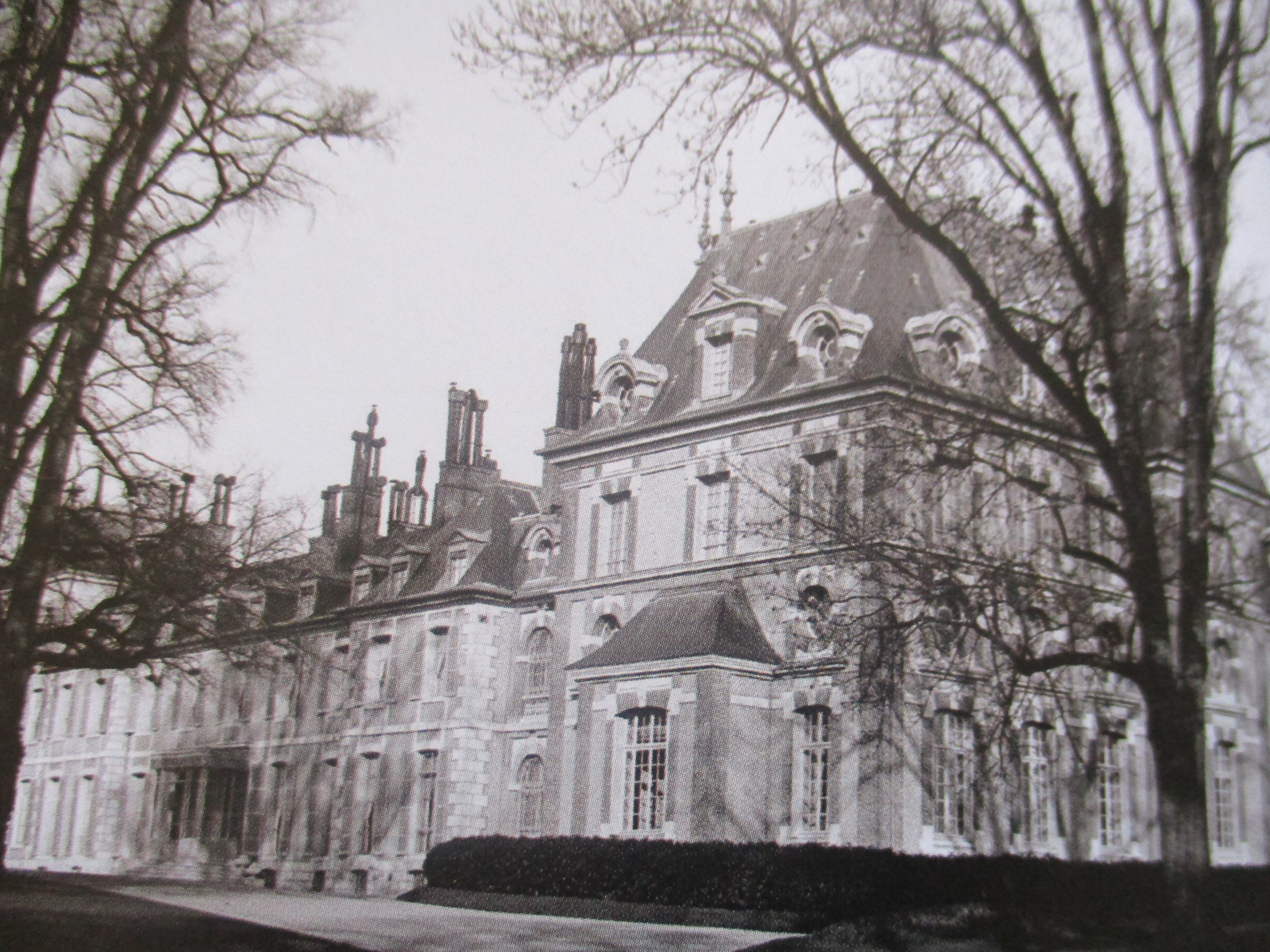
Château de Bois-Boudran

## Persönlichkeiten
- Denis Sauvage (1520–1587), Historiograph und Übersetzer
- Maurice Wanlin (1899–1944), französischer Widerstandskämpfer, der am 22. August 1944 von den Deutschen ermordet wurde. Die Hauptstraße in Fontenailles trägt seinen Namen.